# 이치카와정
이치카와정(일본어: 市川町)은 일본 효고현 중앙부에 있는 간자키군의 정이다. 가미카와정, 후쿠사키정으로 구성되는 간자키군의 중앙에 위치한다.

## 지리
비가 적은 세토 내해식 기후에 속하는 대지로 수자원이 부족하고 저수지가 많이 만들어져 있다. 현내에서 가장 오래된 저수지인 텐마 대지, 현내에서 가장 큰 저수지인 가코 대지가 있고 모두를 합치면 약 4km2의 면적이 된다.

## 역사
- 1955년 7월 25일 - 간자키군의 4개 촌이 합병해 이치카와정이 탄생하였다.

## 인구
| 연도 | 인구     | ±% |
| ---- | -------- | -- |
| 1970 | 14,686명 | —  |
| 1975 | 14,915명 | —  |
| 1980 | 15,230명 | —  |
| 1985 | 15,354명 | —  |
| 1990 | 15,105명 | —  |
| 1995 | 15,060명 | —  |
| 2000 | 14,812명 | —  |
| 2005 | 14,150명 | —  |
| 2010 | 13,288명 | —  |
| 2015 | 12,300명 | —  |
| 2020 | 11,231명 | —  |

## 교통

### 철도
- 서일본 여객철도 반탄선

### 도로
- 국도 제372호선 (일본)(일본어판)